# Pityohyphantes costatus annulipes
Pityohyphantes costatus là một loài nhện trong họ Linyphiidae.
Loài này thuộc chi Pityohyphantes. Pityohyphantes costatus annulipes được Richard C. Banks miêu tả năm 1892.